# Say Yes Dog
Say Yes Dog ist ein deutsch-luxemburgisches Elektro-Pop-Trio.

## Geschichte
Das Trio besteht aus den Musikern Aaron Ahrends, Pascal Karier und Paul Rundel, die im Konservatorium in Den Haag Tontechnik und Jazz studiert haben. Ahrends ist der Sänger des Trios, Karier der Schlagzeuger und Rundel der Bassist. Ahrends und Rundel sind in Berlin aufgewachsen, Karier stammt aus Luxemburg. Das Trio hat bisher drei Alben veröffentlicht: Plastic Love (2015), Voyage (2019) und DRÄI (2024). 2013 erschien die EP A Friend. Das Album Plastic Love wurde in einem Studio in Haarlem aufgenommen. Das Trio spielte schon auf mehreren Festivals und war auf Tour mit der Band Capital Cities.

## Diskografie
Alben
- 2015: Plastic Love
- 2019: Voyage
- 2024: DRÄI

EPs
- 2013: A Friend

Singles
- 2015: Girlfriend
- 2015: Stronger
- 2019: Deep Space
- 2019: Lies
- 2023: Not Your Thing
- 2023: 3 (Home)